# Anne-Marie Eklund Löwinder
Anne-Marie Eklund Löwinder, né le 26 septembre 1957 à Stockholm, est une informaticienne suédoise experte d'Internet.

## Biographie
Eklund Löwinder est titulaire d'un doctorat en informatique de l'université de Stockholm. Elle est spécialiste de sécurité informatique. En implémentant le Domain Name System Security Extensions (DNSSEC), qui permet aux utilisateurs d'être plus sûrs de l'identité du site internet qu'il visite, elle a contribué à rendre internet plus sûr.
Elle est responsable de la sécurité de l'information à IIS, la Fondation Internet Suédoise. Elle siège également aux conseils d'administration de plusieurs organisations liées à l'Internet, y compris le Conseil Européen des Noms de domaine nationaux de Premier Niveau (Council of European National Top Level Domain - CENTR) et de l'Institut de recherche en informatique de Suède.
Eklund Löwinder est l'un des 14 « crypto-officers » de la Trusted Community Representatives (TCR). Ce groupe de pionniers du Net, experts en sécurité reconnus pour leur compétence et leur intégrité, est nommé par l'Internet Corporation for Assigned Names and Numbers (ICANN). Chaque crypto-officer détient littéralement une clé d’Internet. Réunies, l'ensemble de ces clés permettent de générer une clé centrale de chiffrement virtuelle, qui contrôle le cœur de la sécurité d'Internet,. Interviewée par le Guardian en 2014, elle déclare : « Je dois admettre que j'aime l'Internet. Il est une œuvre d'art de l'ingénierie, c'est admirable. Être en mesure de contribuer à rendre cet endroit plus sûr me fait du bien ».
En 2013, Eklund Löwinder a été la première Suédoise à être intronisée dans l'Internet Hall of Fame.  

## Distinctions
- Médaille de Sa Majesté le Roi